# 格羅斯泰特主教大學
格羅斯泰特主教大學（英語：Bishop Grosseteste University）是一所位於英國林肯郡林肯的大學，2012年12月3日成為正式的大學。不過其歷史可以追溯至1862年聖公會林肯教區的教師培訓機構，直到2006年才獲得頒發學位的資格。

## 历史
1842年，林肯主教区培训男校成立，校址包括一间小教堂、数间讲堂和一间附属学校。
1862年，林肯主教区培训女校成立并直接替代了不太成功的男校。后来学校改名为林肯主教区培训学校，兼收男生。
1962年，学校改名葛逻斯泰特主教学院，纪念罗伯特葛逻斯泰特主教。葛氏是一位13世纪林肯主教。
1987年之前，学校以诺丁汉大学的名义颁发教育学本科学位；在这之后改为由Hull大学颁发，学生需要去Hull修读四年中任一一年。
1991年，学校停止授予教育学本科，改发荣誉艺术学本科和职业教师资格（等同于荣誉艺术本科学位）。2003年，学位改由莱斯特大学颁发。
2006年，学院升格为大学院（准大学）。2012年，由于大学法令放宽、允许仅有1000人的学校晋升大学，学院成功于2013年12月晋升为大学。

## 学生
該大學的學生主要是當地人和成年人，其27%的本科生在入學時年齡都在21歲以上，50%的本科生來自大學方圓30英里以內。只能頒發四個基礎學位和九個榮譽學位。

## 外部連結
- Bishop Grosseteste University （页面存档备份，存于）
- Bishop Grosseteste University Students' Union